# Normand Gélinas
Pour les articles homonymes, voir Gélinas.
Normand Gélinas, né à Shawinigan le 15 juillet 1947, est un acteur québécois.

## Biographie
Dès l’âge de 5 ans, il fait ses débuts sur les planches en participant à un concert de flûtes à bec. Allumé par les feux de la rampe, il profite dès lors de chaque occasion à l’école pour se retrouver sur scène. Il fait ses débuts à la radio locale, CKSM, à l’âge de 15 ans en animant et écrivant une émission hebdomadaire, Les secrets de Verrachou. Passionné par tous les médias, il découvre les joies de la télévision en jouant et en écrivant des textes pour une série quotidienne diffusée sur les ondes de CKTM TV à Trois-Rivières, Les aventures de Maluron. En arrivant à Montréal en 1966, il décroche un premier rôle au Théâtre du Nouveau Monde, dans une pièce de Barrie Stavis On n’a pas tué Joe Hill, mise en scène de Jean-Louis Roux. Il se retrouve entouré de comédiens qui l’avaient impressionné depuis sa tendre enfance tels les Albert Millaire, Jean-Louis Roux, Dyne Mousso, Huguette Oligny, Jacques Godin, Jean Lajeunesse et plusieurs autres.
Peu de temps après cette pièce, il devient un comédien régulier dans la série Le Paradis Terrestre à Radio-Canada et fait quelques apparitions dans la série la plus populaire de l’époque, Moi et l'Autre, où il incarne le petit frère de Dodo. C’est durant cette période que Normand fait la rencontre de Céline Lomez qu’il accompagne en studio d’enregistrement. Pierre Noles, le producteur, le remarque et lui propose un contrat pour chanter. Rapidement, il est propulsé dans un univers totalement inconnu, celui de la chanson. Il devient un artiste régulièrement invité à Jeunesse d'aujourd'hui », Donald Lautrec Chaud, etc'. 
En 1972, il abandonne la chanson et propose à sa grande amie, la comédienne Louise Matteau d’écrire un téléroman que l’on retrouve sur les ondes de Radio-Canada, Avec le temps. À la fin de cette série qui a marqué toute une génération, il quitte Montréal pour Los Angeles où il va étudier avec un maître incontestable, Lee Strasberg. À son retour, Normand Gélinas fonde sa compagnie de théâtre et, depuis, agit en tant que comédien, metteur en scène et surtout producteur.